# Chersotis maravignae
Chersotis maravignae là một loài bướm đêm trong họ Noctuidae.